# Jack Yellen
Jacob Selig Yellen, detto Jack (Raczki, 6 luglio 1892 – Springville, 17 aprile 1991), è stato un paroliere, compositore e sceneggiatore statunitense.
È conosciuto in particolare per aver scritto il testo del brano Happy Days Are Here Again, usato nel corso della campagna presidenziale di Franklin Roosevelt nel 1932, e Ain't She Sweet, un classico del movimento Tin Pan Alley. Essendo stato autore di spettacoli teatrali e musical, è anche accreditato come sceneggiatore di film tratti da tali lavori; si annoverano a tal proposito Pigskin Parade e L'idolo di Broadway.

## Lista parziale di brani
- Alabama Jubilee
- Are You from Dixie ('Cause I'm from Dixie Too)
- Louisville Lou (That Vampin' Lady)
- Big Bad Bill (Is Sweet William Now)
- Hard Hearted Hannah (The Vamp of Savannah)
- My Yiddishe Momme
- Ain't She Sweet
- Glad Rag Doll
- Happy Days Are Here Again
- Are You Havin' Any Fun?
- Sweet and Hot (dallo spettacolo "You Said It", con musica di Harold Arlen)

## Filmografia

### Sceneggiatore
- Honky Tonk
- Il paradiso delle stelle (George White's Scandals), regia di Thornton Freeland, Harry Lachman, George White - dialoghi addizionali (1934)
- Marie Galante
- Hell in the Heavens
- George White's 1935 Scandals, regia di George White (non accreditati Harry Lachman, James Tinling) (1935)
- Un angolo di paradiso (Our Little Girl), regia di John S. Robertson (1935)
- Radiofollie
- Pigskin Parade
- L'amore è novità
- New York si diverte
- Il fantasma cantante
- Alì Babà va in città
- Sally, Irene and Mary, regia di William A. Seiter (1938)
- Little Miss Broadway
- My Lucky Star, regia di Roy Del Ruth (1938)
- Hold That Co-ed
- Pattuglia sottomarina

## Musiche
- Gli amori di Susanna (The Affair of Susan), regia di Kurt Neumann - musiche di repertorio (1935)

## Spettacoli teatrali
- Ziegfeld Follies of 1943 (Broadway, 1º aprile 1943)

## Galleria d'immagini

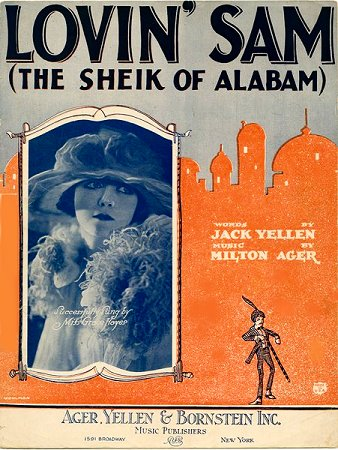